# Dârvari
Dârvari é uma comuna romena localizada no distrito de Mehedinți, na região de Oltênia. A comuna possui uma área de 64.80 km² e sua população era de 2869 habitantes segundo o censo de 2007.